# Anopheles annulipalpis
Anopheles annulipalpis är en tvåvingeart som beskrevs av Lynch Arribalzaga 1878. Anopheles annulipalpis ingår i släktet Anopheles och familjen stickmyggor. Inga underarter finns listade i Catalogue of Life.